# Klokhuis (fruit)

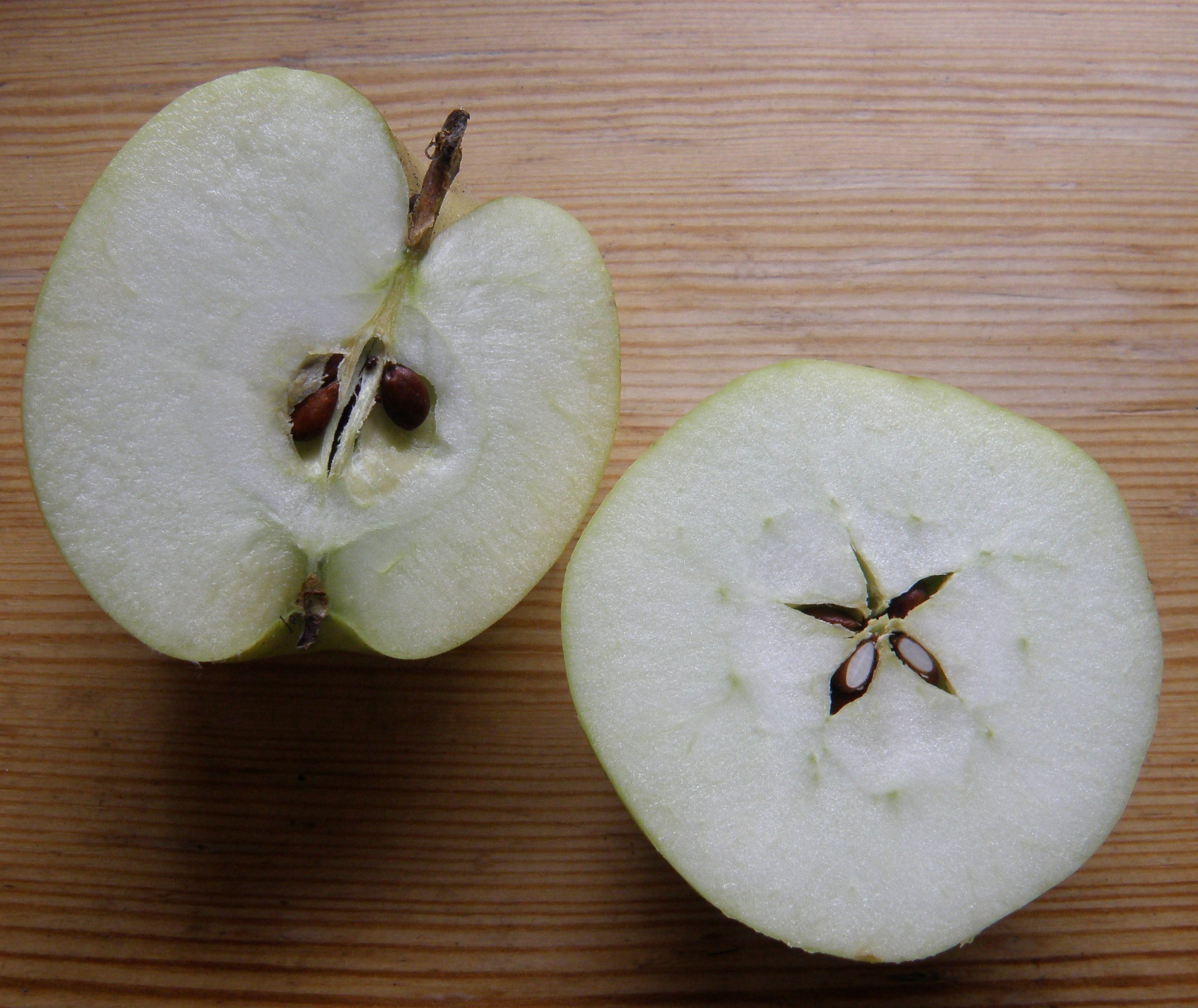
Doorsnede van een appel in twee richtingen met het klokhuis

Een klokhuis is het binnenste gedeelte van een appel of peer. Het bevat de zaadjes van de vrucht.

## Functie
Appels en peren zijn schijnvruchten wat zeggen wil dat de vrucht ook andere delen dan enkel het vruchtbeginsel omvat. In het geval van appels en peren is dit de bloembodem die opzwelt en uitgroeit tot het vruchtvlees. Het klokhuis is de lege ruimte in een appel of peer, die omgrensd wordt door het leerachtige vruchtvlees: de endocarp. De ruimte beschermt de zaadjes in de vrucht.
Het klokhuis kan verwijderd worden met een appelboor.

## Etymologie
Oorspronkelijk duidde het woord klokhuis op een klokkentoren. Omdat het zaadhuis van appels en peren doet denken aan een toren met zichtbare klokken, is het woord ook toegepast als benaming voor het zaadhuis. De term was al rond 1500 als zodanig in gebruik.